# Tahir Bisić
Tahir Bisić (* 29. April 1981 in Sarajevo, Jugoslawien) ist ein ehemaliger bosnischer Skirennläufer.

## Biographie
Bisić wurde in Sarajevo geboren. Seine Familie floh während des Bosnienkriegs über Österreich und Italien in die USA, wo sie sich in Westminster, Colorado niederließen.
Sein internationales Renndebüt als Skirennläufer feierte er am 2. Dezember 1996 in Breckenridge, Colorado bei einem FIS-Slalom. Sein erstes internationales Großereignis bestritt er 1999 bei den Weltmeisterschaften in Vail bzw. Beaver Creek, wobei er jedoch im ersten Durchgang des Slaloms ausschied.
Am 19. November 2000 startete Bisić in Park City, Utah zum ersten und einzigen Mal bei einem Weltcuprennen, konnte sich jedoch nicht für den zweiten Durchgang des Slalom qualifizieren.
2002 wurde er für die Olympischen Winterspiele in Salt Lake City nominiert, wobei er mit Rang 29 im Slalom sein bestes Ergebnis erzielte.
Sein letztes internationales Rennen bestritt er am 29. Januar 2006 in Bjelašnica, danach trat er als Rennläufer nicht mehr in Erscheinung.
Bisić besitzt neben der bosnischen auch die US-amerikanische Staatsbürgerschaft.

## Erfolge

### Olympische Winterspiele
- Salt Lake City 2002: 29. Slalom, 44. Riesenslalom, DNF Alpine Kombination

### Weltmeisterschaften
- Vail/Beaver Creek 1999: DNF Slalom
- St. Anton 2001: DNF Slalom

### Juniorenweltmeisterschaften
- Pra Loup/Le Sauze 1999: 37. Abfahrt, 55. Riesenslalom, DNF Slalom, DSQ Super-G
- Québec 2000: 20. Slalom, 30. Abfahrt, 37. Super-G, 52. Riesenslalom
- Verbier 2001: 16. Super-G, 17. Abfahrt, 20. Slalom, 45. Riesenslalom

### Nor-Am Cup
- 2 Platzierungen unter den besten 10

### Europacup
- Eine Platzierung unter den besten 30

### Weitere Erfolge
- 9 Podestplätze bei FIS-Rennen, davon 2 Siege